# スタント
スタント（Stunt）とは、「妙技」「離れ技」のことである。映画などにおいては自動車からの飛び降りや高層ビルからのつり下がりといった危険な演技を指す。
スタントマンは実際に出演する俳優の代役として危険な演技を行うが、俳優自らがスタントを行っている作品もある。
代役のスタントダブルを使うという意味で「スタント」という場合があり、反対の意味として俳優自らが危険な演技をし、スタントダブルを使わないことを「ノースタント」と呼ぶ。
映像技術の発展により、ワイヤーアクションを撮影した後、デジタル合成することで危険な演技を実際に行ったかのように表現することが可能となった。
また、俳優もスタントマンも使わず、CGで作成された人物に演技をさせるデジタル・スタント（CGスタント、デジタル・ダブルとも）と呼ばれるVFXも発展している。1992年のアメリカ映画『バットマン・リターンズ』では屋上から飛び降りるバットマンをCGで描いており、初期のCGスタントと言える。この技術は後年の『スパイダーマン2』（2004年）などで大きく発展している。ただしCGスタントはこのように顕著とは限らず、観客の気付かない所で使用されていることも多い。